# Кімерійська складчастість
Кімерійська складчастість, кімерійський орогенез (рос. киммерийская складчатость, англ. Cimmerian folding, нім. Kimmerische Faltung f) — одна з епох мезозойської складчастості.

## Епохи та їх прояви
Розрізняють дві епохи кімерійської складчастості:
- ранньокімерійську (кінець тріасу — початок юри). Виражена в гірських спорудах Криму, Північній Добруджі, на Таймирі, на півночі Афганістану, Південно-Східній Азії, Патагонських Андах, північно-східній частині Аргентини.
- пізньокімерійську (кінець юри — початок крейди). Виражена у Верхояно-Чукотській області, на центральному та північно-східному Памірі, в Каракорумі, центральній частині Ірану, на Кавказі, в західних хребтах Кордильєр Північної Америки, Андах та інш.

## Прояви на території України
В Україні кімерійська складчастість найінтенсивніше проявилася в межах альпійської частини Середземноморського рухливого поясу. На місці Кримського півострова і пониззя Дунаю на початку кімерійської складчастості виникла геосинклінальна система, у середині епохи вона перетворилася на складчасту гірську споруду, яка наприкінці епохи зруйнувалася, знівелювалася і перетворилася на молоду Скіфську платформу, що проіснувала до початку альпійської складчастості. На Східно-Європейській платформі кімерійська складчастість проявилася значним прогинанням її південного краю, а також переважанням низхідних рухів у межах бортових частин Дніпровсько-Донецької западини та північних і північно-західних окраїн Донецького прогину.